# Jim Murphy
James Murphy (ur. 23 sierpnia 1967 w Glasgow) – brytyjski polityk, członek Partii Pracy, minister w rządzie Gordona Browna.

## Życiorys
Wychowywał się w Glasgow. Kiedy miał 12 lat, jego rodzina przeprowadziła się do Kapsztadu, aby uciec od trudności ekonomicznych w Szkocji. Murphy powrócił do Szkocji w wieku 18 lat i rozpoczął studia na Uniwersytecie Strathclyde. Poślubił nauczycielkę Claire i ma z nią troje dzieci (dwóch synów i córkę). Murphy posiada karnet na mecze Celticu Glasgow. Jest także kapitanem piłkarskiej reprezentacji parlamentu.
Po ukończeniu studiów Murphy był w latach 1992–1994 prezesem szkockiego oddziału National Union of Students. W latach 1994–1996 był prezesem ogólnokrajowego NUS. W 1997 został wybrany do Izby Gmin jako reprezentant okręgu Eastwood. Wygrał przewagą 3 236 głosów. W 2001 powiększył swoją przewagę do 9 141 głosów. Po likwidacji swojego okręgu w 2005 uzyskał mandat z East Renfrewshire, wygrywając z przewagą 6 657 głosów.
W 2000 Murphy został członkiem parlamentarnej komisji wydatków publicznych. W marcu 2001 został parlamentarnym prywatnym sekretarzem minister ds. Szkocji, Helen Liddell. W czerwcu 2002 został rządowym whipem. Po wyborach 2005 otrzymał stanowisku podsekretarza stanu w Urzędzie Gabinetu. W maju 2006 został ministrem stanu ds. zatrudnienia i reform socjalnych. W czerwcu 2007 został ministrem stanu ds. europejskich. W październiku 2008 został członkiem gabinetu jako minister ds. Szkocji. Pozostał na tym stanowisku do wyborczej porażki laburzystów w 2010.